# Krematorium v Plzni
Krematorium v Plzni se nachází v městské části Plzeň 4 – Doubravka na Ústředním hřbitově.

## Historie
Již od roku 1904 působily v Plzni dvě společnosti zastávající pohřeb žehem, ve kterých přednášeli pozdější členové spolku Krematorium Jindřich Záhoř a Ludvík Čížek. Roku 1920 spolek jednal o úpravách kaple, ale o rok později předseda spolku František Mencl doporučil postavit k tomuto účelu novou stavbu. Roku 1921 vzniklo Družstvo Krematorium, které přesvědčilo městskou radu a slíbilo půjčku od ústředí spolku. Zároveň byli vysláni dva úředníci městské rady zjistit vše potřebné k výstavbě – inženýr Karel Werstadt a městský architekt Hanuš Zápal, žák Josefa Schulze na pražské technice a do roku 1910 spolupracovník Jana E. Kouly a Antonína Balšánka.
Roku 1923 bylo rozhodnuto o stavbě krematoria na městském hřbitově. První návrh architekta Zápala nebyl přijat a předseda spolku Mencl povolal architekta Pavla Janáka k vypracování druhého návrhu. Tento protinávrh byl moderní, úsporný a racionální, přesto byl nakonec vybrán návrh Zápalův, který již byl přepracován – byl levnější a tradičnější. S výstavbou krematoria bylo započato v listopadu 1924, zprovozněno bylo 16. května 1926. Stavbu provedla plzeňská stavební firma Františka Vachty.

## Popis

### Exteriér

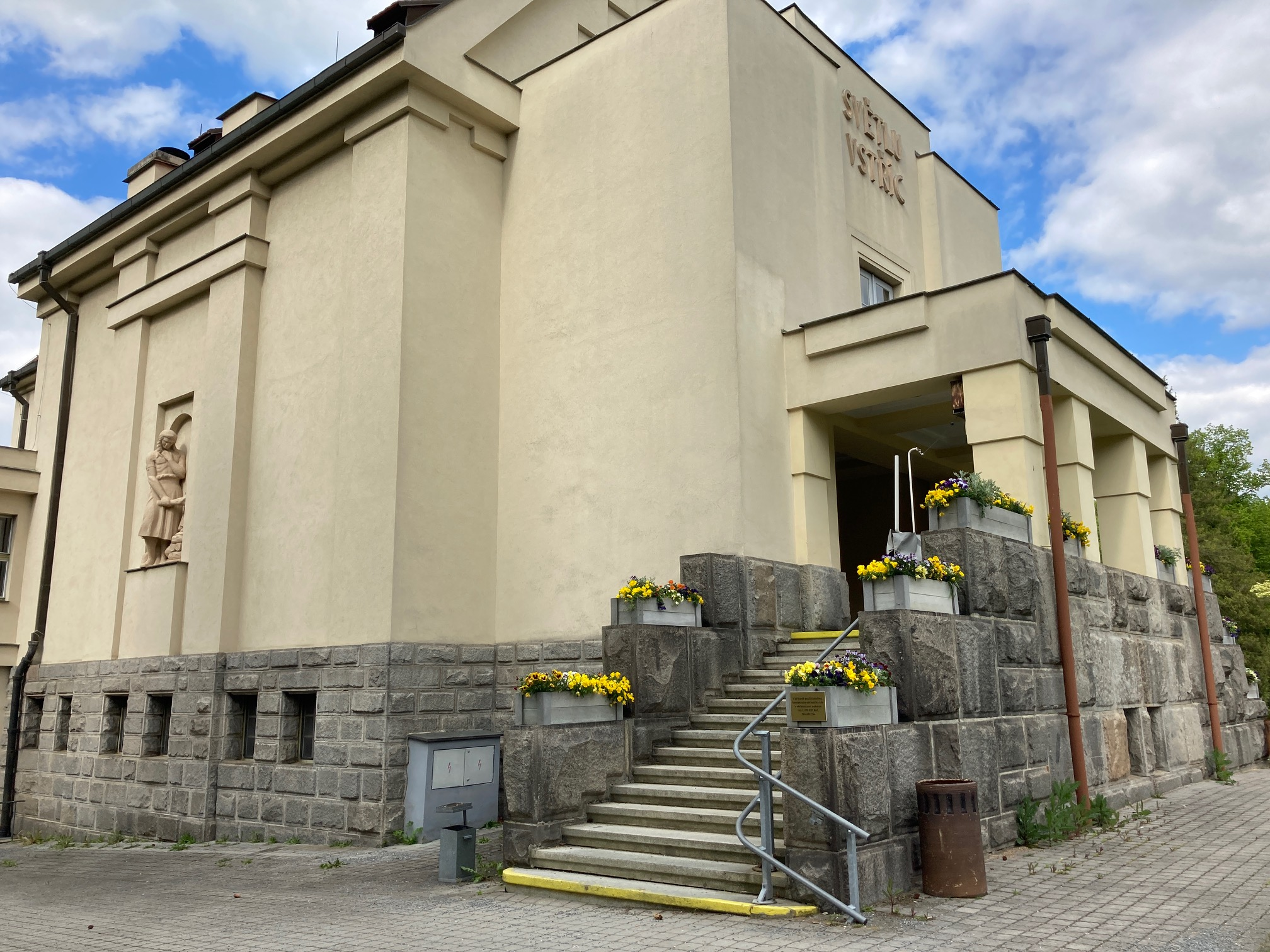
Západní strana budovy s vstupním schodištěm

Na půdorysu řeckého kříže je uprostřed umístěna obřadní síň. K ní jsou po obou stranách přistavěna dvě jednopatrová křídla technických a správních budov. Čtvercová obřadní síň je zakryta sedlovou střechou, která je strmá a obsahuje ateliérové okno. Navzájem se prolínající geometrické tvary jsou ukončeny trojúhelníkem. Poloplastiky slovanského bojovníka a truchlící dívky jsou umístěny v mělkých výklencích bočních stěn. Původně byla u krematoria plánovaná vodní nádrž jako v Drážďanech. Pro nedostatek financí bylo od její stavby upuštěno.

### Interiér
Obřadní síň je zakončená pravoúhlou apsidou a rovným kazetovým stropem. Síň je zaklenuta kupolí, jejíž štuková výzdoba vytváří velkou květinu. Na kupoli je posazena trojúhelníková střecha. Prostor osvětlený nikami doplňuje tribuna s dřevěným zábradlím a zpěvácký kůr.